# Журавлёв, Александр Иванович
Журавлёв Александр Иванович (10 декабря 1910, Новгородка, Херсонская губерния — 11 апреля 1992, Кривой Рог, Днепропетровская область) — советский строитель, бригадир комплексной бригады плотников строительного управления «Аглострой-2» треста «Криворожаглострой». Герой Социалистического Труда (1958).
Ударник первых пятилеток, стахановец, победитель соцсоревнований. Новатор производства, рационализатор и наставник. Создал собственную школу передового опыта.

## Биография
Родился 10 декабря 1910 года. Образование неполное среднее. В 1929—1931 годах строил элеваторы на юге УССР. С 1931 года — на строительстве металлургического завода «Криворожсталь».
Участник Великой Отечественной войны с сентября 1941 года в составе стрелковых частей Красной армии. В 1945—1958 годах — столяр треста «Криворожстрой». В 1958—1974 годах — столяр, мастер-наставник, инструктор производственного обучения Стройуправления № 2 треста «Криворожаглострой» Днепропетровского совнархоза.
Умер 11 апреля 1992 года в Кривом Роге.

## Награды
- 09.08.1958 — Герой Социалистического Труда — с вручением ордена Ленина и золотой медали «Серп и Молот»;
- 09.08.1958 — Орден Ленина;
- 06.04.1985 — Орден Отечественной войны 2-й степени;
- Орден Красного Знамени.

## Память
- Имя на Стеле Героев в Кривом Роге.